# Here Am I
«Here Am I» (en español: «Aquí estoy») es una canción de la cantante galesa Bonnie Tyler, lanzada como sencillo de su álbum de 1978 Natural Force por RCA Records. La canción fue escrita por Ronnie Scott y Steve Wolfe. El lado B fue «Don't Stop the Music», una canción que nunca fue lanzada en ningún álbum de estudio Tyler.
«Here Am I» no tuvo éxito en las listas en el Reino Unido, pero alcanzó el puesto número 18 en las listas de sencillos en Alemania, y estuvo en las listas de best-sellers durante dos meses. Después de dos semanas en el top 10 de Noruega, el sencillo se levantó al número 4 en la tercera semana. En la misma semana, su anterior sencillo «It's a Heartache» estaba un punto por encima de «Here Am I» en la lista de sencillos de Noruega.

## Lanzamiento
Tyler había comenzado a trabajar en su segundo álbum de estudio en 1977 en «The Factory», en Surrey, Londres con el objetivo de un comunicado el año siguiente. Le habían dado una nueva banda de acompañamiento en vivo que fue nombrada «The Bonnie Tyler Band»; Kevin Dunne en el bajo, Neil Adams en la batería, Steve Laurie y Gary Hayman en las guitarras. Tyler voló con su nuevo grupo a los EE. UU. a principios de abril de 1978 para promover «It's a Heartache», que acababa de salir allí. Al mismo tiempo, «Here Am I», fue lanzado en Europa.

## Respuesta de la crítica
Tim Lott de Record Mirror afirmó que «[la canción] bendijo con su voz rasposa», pero dijo que la canción le faltaba el «gancho irresistible» de «It's a Heartache».

## Posicionamiento en las listas
| País (1978)                 | Mejor posición |
| --------------------------- | -------------- |
| Noruega (VG-lista)          | 4              |
| Alemania (Media Control AG) | 18             |